# Chiesa di San Sebastiano (Nembro)
La chiesa di San Sebastiano è un luogo di culto cattolico di Nembro della Diocesi di Bergamo edificato nel XIV secolo. la chiesa è conosciuta anche come chiesa di Santa Maria della Misericordia. La chiesa conserva il polittico opera di Antonio Marinoni.

## Storia
La presenza di un edificio di culto dedicato a san Sebastiano, risulta essere presente nel 1408 perché citato nel lascito testamentario del notaio Obertino di Clusone, che lasciava alcuni dei suoi terreni alla Congregazione della Misericordia di cui era membro nonché canonico della collegiata di San Martino. Il testamento era a favore della chiesa intitolata al santo con la richiesta di una messa giornaliera in suffragio della sua anima. La chiesa fu quindi edificata dalla Congregazione della Misericordia Maggiore nel XIV secolo che ne godeva il giuspatronato.
Con atto del 23 gennaio 1969, la chiesa con gli edifici attigui, furono donati alla chiesa di San Martino di Nembro dall'ente Comunale di Assistenza che ne aveva la gestione. La vendita chiese alcune condizioni: una celebrazione annuale delle funzioni religiose a suffragio di tutti i morti donatori e benefattori degli enti assistenziali cittadini, compreso l'istituto di riposo Pia casa di Riposo, nonché l'abbattimento di tutti i debiti che gravavano sul bilancio dell'Eca e del gerocomio.
Don Carlo Nava accettò la donazione e le relative condizioni l'8 giugno 1971, iniziando anche i lavori di demolizione di alcuni stabili che si trovavano troppo addossati al fabbricato e con la manutenzione del tetto. Mentre nei primi anni del XXI secolo furono eseguiti lavori di consolidamento murario e ristrutturazioni interne.

### Congregazione della Misericordia di Nembro
La congregazione della Misericordia risulta fosse presente sul territorio dal 1304, e seguiva le regole della congregazione della Misericoria di Bergamo fondata nel 1265. Non è più reperibile il regolamento originale ma vi sono le regole a cui i membri dovevano sottostare in un testo del Quattrocento quando gli iscritti erano almeno cinquanta tra questi anche i prelati della plebana di San Martino: “Regule et Capitula Consortiii Misericordie de Nimbro et de Alzano superiori”. Queste erano inserite in dodici capitoli, alcuni avevano carattere caritativo, altre elencavano i regolamenti atti a gestire la congregazione e e eleggere i ministri e i canevari che dovevano gestirne i beni. Nel Trecento risultano fossero molti i terreni di cui la congregazione poteva godere, e proprio per soddisfare le necessità della scuola, sia per avere un luogo dove riunirsi con il consiglio, che per pregare, venne edificata la piccola chiesa intitolata a Santa Maria della Misericordia e San Sebastiano.
I beni e le proprietà ricevute dal testamento del notaio Obertino di Clusone vennero gestite da Giovanni della Vitalba e dal figlio Bernardo, che avevano edificato e che avevano il giuspatronato il santuario mariano della Vergine Addolorata. La congregazione della Misericordia aveva l'obbigo di gestire i propri beni e il ricavato doveva essere diviso con i poveri.

## Descrizione

### Interno
L'interno si presenta a navata unica terminante con l'abside rettangolare leggermente rientrante e preceduta dall'arco trionfale a ogiva, a cui si accede da due gradini in pietra.  L'interno originariamente era sicuramente composto da tre navate. Le tre campate dell'aula sono divise da due archi a sesto acuto con la cappella dedicata alla Madonna addolorata nella seconda campata, che ospita il dipinto della Pietà opera settecentesca del pittore nembrese Giovanni Carobbio. La chiesa conserva sull'altare maggiore  il polittico opera di Antonio Marinoni della famiglia di pittori originaria di Desenzano al Serio, composto da dieci tavole in legno dorato.
All'interno è presente un raro esemplare di organo da sala.

#### Gli affreschi
Le pareti conservano affreschi recuperati durante i restauri del XX secolo, che raccontano la devozione degli abitanti di Nembro. Partendo dalla controfacciata sono visibili pitture raffiguranti santi riccamente vestiti, molto plastici e aventi ognuno gli attributi che li identificano. A destra, sulla parte superiore vi sono: san Francesco, un santo Vescovo, la Madonna in trono col Bambino, san Cristoforo e santa Margherita, l'incoronazione della Madonna e santo Stefano.

Sulla parte inferiore vi sono san Cristoforo che attraversa un fiume dove vi sono pesci e un polpo, la Madonna col Bambino, l'adorazione dei re Magi e l'immagine di un nobile, forse il committente l'opera, che rende doni al Bambino, segue san Giuseppe dormiente e una lavandaia.

Sul livello più basso vi sono ancora la Madonna col Bambino, parte di Cristo in Pietà, una spada e santi, Gesù imberbe che prega nell'orto con accanto il calice.

Sulla parete sinistra vi sono raffigurati sant'Antonio abate, un santo evangelista, san Sebastiano dai lunghi capelli chiari legati da un nastro, e con lunghi calzari; Maria annunciata con un libro, Maria Maddalena, e la Madonna del Latte, sant'Alessandro di Bergamo con il vessillo e sant'Antonio abate.
Gli affreschi del presbiterio sono maggiormente deteriorati ma di particolare interesse. Raffigurano brani dei vangeli che raccontano la Passione di Cristo con didascalie non sempre leggibili. Sono dipinti di notevole valore ma di difficile assegnazione, risalenti ai primi anni del Quattrocento. Gli episodi sono: Giuda che conta i denari, il Bacio di Giuda il raglio dell'orecchio Gesù davanti a Caifa, la Flagellazione Ponzio Pilato e Cristo. Nella parte inferiore l'incoronazione di spine, l'incontro con le pie donne, la salita al calvario, il riquadro dedicato alla crocifissione è poco visibile ma doveva occupare la parte centrale dell'affresco. Seguono la deposizione e angelo che annunzia la resurrezione alla pie donne.
L'aula conserva altre tele, l'innalzamento della Croce sempre di Giovanni Carobbio, di ignoto invece quella della  Flagellazione la Deposizione dalla Croce e Gesù che prega nell'orto del Seicento.